# Paean (Ballett)
Das Ballettstück Paean ist eine Tanzstudie der Choreografin Tatjana Gsovsky über ein elektrophonisches Thema. Der Titel ergibt sich aus dem griechischen Wort für Lobgesang. Die Uraufführung fand am 29. Mai 1960 im Theater des Westens (Städtische Oper) statt. 
Die Musik stammt von Remi Gassmann und Oskar Sala. An die Stelle des traditionellen Orchesters tritt hier ein Tonband, das elektroakustisch wiedergegeben wird. Zum ersten Mal wurden durch rein elektronische Klangerzeugung die vielseitigen Möglichkeiten des elektronischen Musikelements mit den spezifischen Effekten des Tonbandstudios aufgezeigt. Auf jede dekorative Umrahmung sowie kostümliche Ausstattung ist verzichtet worden. Ohne eigentlich dramatische Handlung stellt dieses Werk jedoch in seinem Ablauf die Kurve des menschlichen Lebens dar.
Auf der gleichen Musik baut auch das Ballett Electronics von George Balanchine auf, das 1961 in New York uraufgeführt wurde.

## Handlung
Der junge Mensch, die Kindheit abstreifend, schmerzlich erregt durch die dunklen Kräfte des Wachstums (Ouvertüre), wächst zum Jüngling heran (Walzer, Trio, Postlude). Über die erste Liebeserfahrung (Song) führt der Weg weiter zu männlichem Tun, Spiel und Auseinandersetzung (Echo-Stretta). Der Einbruch der Realität wirft Schatten in das Dasein des jungen Menschen und stellt sein ganzes Weltbild in Frage (Scherzo). Nach Niederlagen und Enttäuschungen, Kämpfen und Leiden mündet der Lebensweg in Versöhnung und Tod.

## Darsteller der Uraufführung
- Gisela Deege
- Klaus Beelitz
- Jürgen Feindt
- Manfred Taubert
- Rudolf Holz
- Claus Foer
- Gerd Heruth
- Detlef Hoppmann
- Peter Karwath
- Gerhard Menz
- J. Schwansee

## Musikfolge
- Curtain Music
- Overture
- Waltz, Trio, Postlude
- Declamation
- Song
- Echo-Stretta (Variation I)
- Coda
- Scherzo (Variation II)
- Largo

Quelle Allmusic: